# الاتحاد، العمل من أجل الجمهورية
الاتحاد، العمل من أجل الجمهورية (بالفرنسية: Fédération, action pour la république)‏ هو حزب سياسي في تشاد. يعتبر حزب معارضة راديكالي بقيادة نجارليجي يورونغار. يدعم الحزب الفيدرالية. 
في الانتخابات البرلمانية لعام 1997، فاز الحزب بمقعد واحد في الجمعية الوطنية.    كان يورونغار هو المرشح الوحيد الذي فاز بمقعد. 
مرشح الحزب لانتخابات 20 مايو 2001 الرئاسية كان، يورونغار، وهو ناقد بارز لخط أنابيب تشاد والكاميرون. وبحسب النتائج الرسمية فقد حصل على 396,864 صوتا بنسبة 6.35٪.  وكان ستة من مرشحي المعارضة قد اعتقلوا في 30 مايو بعد اعتراضهم على النتائج. وتعرض يورونغار للتعذيب مع عبد الرحمن دجيسنيباي، بما في ذلك الضرب بقضبان حديدية. 
في الانتخابات البرلمانية التي أجريت في 21 أبريل 2002، فاز الحزب بـ 10 مقاعد من أصل 155 مقعدًا.  
كان حزب المعارضة الرئيسي الوحيد الذي لم يوقع اتفاقية في 13 أغسطس / آب 2007 تنص على تحسين التنظيم الانتخابي قبل الانتخابات البرلمانية المقبلة، والمقرر إجراؤها في عام 2009. انتقد يورونغار الاتفاقية ووصفها بأنها غير كافية وقال إنه ينبغي بدلاً من ذلك إجراء حوار يشمل المشهد السياسي بأكمله، بما في ذلك المتمردين والمعارضة المنفية والمجتمع المدني، وأنه لا يمكن إجراء انتخابات ذات مصداقية أثناء حدوث تمرد في جزء من البلاد. 